# Михальченко, Василий Кириллович
Василий Кириллович Михальченко (15.07.1915 — 25.09.1943) — участник Великой Отечественной войны, стрелок-автоматчик 3-го стрелкового батальона 241-го гвардейского стрелкового полка 75-й гвардейской стрелковой дивизии 30-го стрелкового корпуса 60-й армии Центрального фронта, гвардии младший сержант, Герой Советского Союза (1943).

## Биография
Родился 15 июля 1915 года в городе Задонск (ныне Липецкой области), с 1929 года жил в Москве, окончил неполную среднюю школу.
В Красной Армии с июня 1942 года (по другим сведениям — с 1941 года), стрелок-автоматчик 3-го стрелкового батальона 241-го гвардейского стрелкового полка 75-й гвардейской стрелковой дивизии.
В боях за районный центр Ямполь (Сумская область, Украина) в сентябре 1943 года «в критический момент боя личным примером поднял бойцов в атаку, что привело к тактическому успеху подразделения». Приказом по 241-му гвардейскому стрелковому полку 75-й гвардейской стрелковой дивизии награждён медалью «За отвагу».
Младший сержант Михальченко В. К. особо отличился при форсировании реки Днепр севернее Киева, в боях при захвате и удержании плацдарма в районе сёл Глебовка и Ясногородка (Вышгородский район Киевской области) на правом берегу Днепра осенью 1943 года. В наградном листе командир 241-го гвардейского стрелкового полка 75-й гвардейской стрелковой дивизии гвардии подполковник Бударин Н. П. написал:

24.9.43 года в числе первых на сооружённом из подручных материалов плотике форсировал с группой бойцов реку Днепр. Перейдя вброд Старый Днепр, бойцы не успели ещё одеться, как немцы бросились на них в контратаку. Тов. Михальченко первым бросился на врага с возгласом: «Вперёд, за Родину, за Сталина!». Атака была отбита, но огневые точки противника мешали продвижению батальона. Тов. Михальченко решил уничтожить пулемёт противника и пополз к нему с гранатой в руке. Пулемёт и прислуга были уничтожены, но вражеская снайперская пуля внезапно оборвала жизнь героя. Тов Михальченко погиб на поле боя смертью храбрых. 
Указом Президиума Верховного Совета СССР от 17 октября 1943 года за успешное форсирование реки Днепр севернее Киева, прочное закрепление плацдарма на западном берегу реки Днепр и проявленные при этом мужество и геройство гвардии младшему сержанту Михальченко Василию Кирилловичу присвоено звание Героя Советского Союза.
Похоронен Михальченко В. К. около села Тарасовичи (Вышгородский район Киевской области, Украина). В 1965 году село Тарасовичи было затоплено при заполнении Киевского водохранилища.

## Награды
- Медаль «Золотая Звезда» Героя Советского Союза (17 октября 1943 года).
- Орден Ленина.
- Медаль «За отвагу».